# 探月工程三期再入返回飞行试验器
探月工程三期再入返回飞行试验器或称嫦娥五号T1飞行试验器（CE-5/T1）、嫦娥五号再入返回飞行试验器、嫦娥五号探路星、嫦娥五号先导星、嫦娥5T，绰号“舞娣”、“小飞”，是中国探月工程第三阶段的月球探测器嫦娥五号发射前用于技术工程试验的一颗探路星，主要承担探月工程三期的绕月高速返回地球技术的实践验证等任务。

## 概要
该飞行试验器是由服务舱和返回器两个部分组合而成；其中服务舱以嫦娥二号卫星平台为基础改造而成，返回器为神舟飞船的1:8缩小版（长宽高各缩小为一半）。
北京时间2014年10月24日02时00分04.829秒从西昌卫星发射中心由长征三号丙改进二型运载火箭（遥12）发射升空。三日后绕月并返回地球。11月1日服务舱与返回器脱离。返回器于同日06时42分（北京时间）在中国内蒙古乌兰察布市四子王旗着陆场顺利着陆。嫦娥五号T1使中国成为继苏联的探测器5号、美国的阿波罗8号之后，第三个成功实施从月球轨道重返地面的航天器的国家。

嫦娥五号T1轨道变化示意

而服务舱则留在地月空间，开始第一阶段拓展试验任务。11月27日转至地月L2拉格朗日点李萨如轨道运行。2015年1月4日，服务舱离开L2点，开始第二阶段拓展试验任务。1月11日03时16分（北京时间）成功完成第一次近月制动后，进入到了高度为300×200公里的大椭圆环月轨道。12日进行了第二次近月制动。13日03时44分，成功完成第三次近月制动后，进入高度200公里倾角43.7°的圆型环月轨道。轨道与未来嫦娥五号的月球轨道类似。2月8日进行了调相试验以模拟嫦娥五号轨道器远程导引。同年3月份上旬将再进行一次在月轨的虚拟交会对接远距离导引试验以模拟嫦娥五号上升器远程导引。4月份服务舱将会逐步降低轨道至100公里、至50公里、至15公里，并为嫦娥五号预定的着月采样区（风暴洋）进行高清拍照。
探月与航天工程中心在试验立项时曾计划做两次飞行试验，结果第一次试验就取得圆满成功，遂决定不再做第二次实验，经费用到后续任务。

## 附屬搭载
此次航天发射除了“嫦娥5号T1”探测器，还在长征3号甲火箭的上面级搭载两个国外太空探测民间组织研制的月球探测器：
1. 德国OHB System（英语：OHB System）制造，由卢森堡LuxSpace（英语：LuxSpace）公司技术管理的4M任务 (Manfred Memorial Moon Mission)，重14kg，有两个科学仪器。第一个仪器是无线电信标测试新的飞船定位方法。第二个仪器是西班牙iC-Málaga（英语：iC-Málaga）公司制造的辐射测量计[13][14]。这是第一个飞往月球的商业载荷[15]。
2. “哥本哈根亚轨道”(Copenhagen Suborbitals)等民间组织共同发起的一个众筹探月计划的“口袋飞船”微型试验飞行器PS86X1。[16]